# دارکوب‌های نخودی
دارکوب‌های نخودی (نام علمی: Meiglyptes) یک سرده از پرندگان جنوب شرق آسیا در خانوادهٔ دارکوبان است.
این سرده ۳ گونه دارد.
| تصویر | نام علمی             | نام رایج          | پراکندگی                                              |
| ----- | -------------------- | ----------------- | ----------------------------------------------------- |
|       | Meiglyptes tristis   | دارکوب دمگاه‌نخودی | جنوب میانمار و تایلند، مالایا، جاوه، سوماترا و بورنئو |
|       | Meiglyptes jugularis | دارکوب سیاه‌ونخودی | کامبوج، لائوس، میانمار، تایلند و ویتنام.              |
|       | Meiglyptes tukki     | دارکوب گردن‌نخودی  | برونئی، اندونزی، مالزی، میانمار، سنگاپور و تایلند     |